# Elapotinus picteti
Elapotinus picteti Jan, 1862 è un serpente della famiglia Lamprophiidae, endemico del Madagascar. È l'unica specie del genere Elapotinus.

## Tassonomia
Descritto nel 1862 dallo zoologo italiano Giorgio Jan, questo taxon non fu successivamente più ritrovato per oltre 150 anni. Solo nel 2014 le caratteristiche dell'olotipo sono state confrontate con quelle della specie Exallodontophis albignaci, descritta nel 1984 dal francese Charles Domergue, giungendo alla conclusione che si trattasse della stessa specie.

## Distribuzione e habitat
La specie è presente in varie località del Madagascar settentrionale e orientale.
Vive nella foresta pluviale, ad altitudini comprese tra 700 e 1.000 m s.l.m..

## Conservazione
La IUCN Red List classifica Elapotinus picteti come specie a basso rischio (Least Concern).
La specie è presente all'interno di numerose aree protette tra cui il parco nazionale di Marojejy e il parco nazionale Montagna d'Ambra.